# Congresso Liberal-Democratico
Il Congresso Liberal-Democratico (in polacco: Kongres Liberalno-Demokratyczny - KLD) è stato un partito politico polacco di orientamento liberale fondato nel 1990; nel 1994 si è fuso con l'Unione Democratica per dar vita all'Unione della Libertà.
Nel 2001 molti esponenti politici che avevano militato nel partito dettero vita a Piattaforma Civica; tra questi Donald Tusk, Presidente del Consiglio dal 2007 al 2014.

## Risultati elettorali
| Elezione          | Elezione | Voti    | %    | Seggi    |
| ----------------- | -------- | ------- | ---- | -------- |
| Parlamentari 1991 | Sejm     | 839.978 | 7,49 | 37 / 460 |
| Parlamentari 1993 | Sejm     | 550.578 | 3,99 | 0 / 460  |

| Controllo di autorità | VIAF (EN) 161841703 · LCCN (EN) n94014178 · GND (DE) 4396301-8 |